# Pontarddulais
Pontarddulais  (pron. gallese: /pɔntarˈðɨːlais/; ortografia alternativa: Pontardulais) è una cittadina con status di community del Galles sud-orientale, facente parte della contea del Swansea e del ward omonimo. Conta una popolazione di circa 9 000 abitanti.

## Geografia fisica

### Collocazione
Pontarddulais si trova a circa metà strada tra Llanelli e Clydach (rispettivamente a nord-est della prima e ad ovest della seconda), a circa 20 km a nord/nord-ovest della città di Swansea.

## Società

### Evoluzione demografica
Al censimento del 2011, Pontarddulais contava una popolazione pari a 9 073 abitanti.
La località ha conosciuto quindi un sensibile incremento demografico rispetto al 2001, quando contava 7 925 abitanti e al 1991, quando ne contava 7 770.

## Storia
Il 6 settembre 1843, ebbe luogo a Pontarddulais una parte dei cosiddetti "tumulti di Rebecca" (Rebecca riots).

## Cultura
A Pontarddulais ha sede dal 1960 il Pontarddulais Male Choir, il coro maschile di maggior successo del Paese.

## Sport
- La squadra di rugby locale è il Pontarddulais RFC, società fondata nel 1881[7]

## Amministrazione

### Gemellaggi
- Hourtin, Francia
- Cobh, Repubblica d'Irlanda[8]